# الباطنة (مسورة)

تعديل مصدري - تعديل

الباطنة هي إحدى قرى عزلة بيحان الدولة بمديرية مسورة التابعة لمحافظة البيضاء، بلغ تعداد سكانها 62 نسمة حسب تعداد اليمن لعام 2004.